# Савва (Андрич)
Епи́скоп Са́вва (в миру Дра́гослав А́ндрич, серб. Драгослав Андрић; 14 мая 1939, Душковци, община Пожега — 2 декабря 1993, Пожаревац) — епископ Сербской православной церкви, епископ Браничевский.

## Биография
Родился 14 мая в 1939 в деревне Душковци, близ Ужичской Пожеги, в семье Веселина и Перуники Андрич. Начальную школу окончил в родной деревне, среднюю школу в Шетони. Окончил Семинарию святого Саввы в Белграде.
В 1957 году поступил в Монастырь Горняк, где был пострижен в монашество игуменом Симоном (Миличичем) и рукоположён в сан иеродиакона епископом Браничевским Хризостомом (Воиновичем).
В 1968 году окончил Богословский факультет Белградского университета.
Служил диаконом епископов Браничевского Хризостома (Воиновича) и Банатского Висариона (Костича), а также и служил в епархиальном совете в Вршаце.
В мае 1982 году решением Священного Архиерейского Собора избран епископом Моравичским, викарием Патриарха Сербского.
22 мая 1982 года епископом Шумадийским Саввой (Вуковичем) был рукоположён в иеромонаха и произведён в чин протосинкелла.
19 июня 1982 года в Соборной Белградской Церкви состоялось его наречение во епископа.
20 июня того же года в Соборной Белградской Церкви хиротонисан во епископа Моравичского. Хиротонию совершили Патриарх Сербский Герман, епископ Шумадийский Савва (Вукович) и епископ Тимокский Милутин (Стоядинович).
11 июня 1984 году назначен епископом Враньским.
С 1989 года временно управлял Браничевской епархией, а 17 ноября 1991 года избран епископом Браничевским.
Скончался 2 декабря 1993 года в Пожареваце. Похоронен возле Соборной архангелов Михаила и Гавриила церкви.